# BB&T Atlanta Open 2017
Il BB&T Atlanta Open 2017 è stato un torneo di tennis giocato sul cemento. È stata la 30ª edizione dell'evento, che fa parte della categoria ATP Tour 250 nell'ambito dell'ATP World Tour 2017. Si è giocato all'Atlantic Station di Atlanta, negli USA, dal 24 al 30 luglio 2017.

## Partecipanti

### Teste di serie
| Giocatore     | Nazionalità     | Ranking* | Testa di serie |
| ------------- | --------------- | -------- | -------------- |
| Stati Uniti   | Jack Sock       | 17       | 1              |
| Stati Uniti   | John Isner      | 21       | 2              |
| Lussemburgo   | Gilles Müller   | 22       | 3              |
| Stati Uniti   | Ryan Harrison   | 40       | 4              |
| Regno Unito   | Kyle Edmund     | 47       | 5              |
| Stati Uniti   | Donald Young    | 50       | 6              |
| Corea del Sud | Chung Hyeon     | 54       | 7              |
| Stati Uniti   | Jared Donaldson | 58       | 8              |

* Ranking al 17 luglio 2017.

### Altri partecipanti
I seguenti giocatori hanno ricevuto una wild card per il tabellone principale:
- Christopher Eubanks
- Taylor Fritz
- Reilly Opelka

Il seguente giocatore è entrato in tabellone con il ranking protetto:
- John Millman

I seguenti giocatori sono entrati in tabellone come special exempt:
- Bjorn Fratangelo
- Peter Gojowczyk

I seguenti giocatori sono passati dalle qualificazioni:

- Quentin Halys
- Stefan Kozlov
- Tommy Paul
- Tim Smyczek

## Campioni

### Singolare
John Isner ha sconfitto in finale  Ryan Harrison con il punteggio di 7–6(6), 7–6(7).
- È il dodicesimo titolo in carriera per Isner, il secondo della stagione e quarto titolo ad Atlanta.

### Doppio
Bob Bryan /  Mike Bryan hanno sconfitto in finale  Wesley Koolhof /  Artem Sitak con il punteggio di 6-3, 6-4.